# Jamagucsi Mami
Jamagucsi Mami (山口 麻美; Hepburn: Yamaguchi Mami) (Nisitókjó, 1986. augusztus 13. –) japán válogatott labdarúgó.

## Klubcsapatokban
A labdarúgást a Nippon TV Beleza csapatában kezdte. 2002 és 2004 között a Nippon TV Beleza csapatában játszott. 25 bajnoki mérkőzésen lépett pályára és 14 gólt szerzett. 2008-ban az Umeå IK csapatához szerződött. 2010 óta az Atlanta Beat (2010), a Nippon TV Beleza (2010, 2014), az Hammarby IF (2011) és az Okayama Yunogo Belle (2012–2013) csapatában játszott. 2014-ben vonult vissza.

## A válogatottban
2007-ben debütált a japán válogatottban. A japán válogatott tagjaként részt vett a 2010-es Ázsia-kupán. A japán válogatottban 18 mérkőzést játszott.

## Statisztika
| Japán válogatott | Japán válogatott | Japán válogatott |
| Időszak          | Mérk.            | gól              |
| ---------------- | ---------------- | ---------------- |
| 2007             | 1                | 0                |
| 2008             | 0                | 0                |
| 2009             | 1                | 1                |
| 2010             | 14               | 5                |
| 2011             | 2                | 2                |
| Összesen         | 18               | 8                |

## Sikerei, díjai
Japán válogatott
- Ázsia-kupa:  Bronz; 2010

Klub
- Japán bajnokság: 2002, 2010